# Tinahely
Tinahely (en gaèlic irlandès Tigh na hÉille, que vol dir "casa d'Éille") és una vila d'Irlanda, al comtat de Wicklow, a la província de Leinster. Es troba a la carretera R747 que enllaça l'oest de la ciutat de Baltinglass amb Arklow a la costa est. Està situada al punt meridional del Camí de Wicklow que travessa les muntanyes de Wicklow. El riu Derry travessa la vila. El cens de 2011 registrava una població de 970 habitants, encara que hi havia 1.536 persones a la divisió electoral de Tinahely.

## Història
La major part de la vila data de la primera part del segle xix, ja que va ser reconstruïda per lord Fitzwilliam després que es va cremar durant la rebel·lió irlandesa de 1798. La família Fitzwilliam vivia en la propera Coolattin House. La finca Coollattin comprenia 360 kilòmetres quadrats, tenia 20.000 inquilins i ocupava una quarta part del comtat de Wicklow.

## Personatges
- Sebastian Barry, dramaturg, novel·lista i poeta, viu a Moyne, Tinahely.
- Noel Vincent Willoughby, antic bisbe de Cashel i Ossory, nascut a Tinahely.
- Dermot Troy, tenor líric, nascut a Tinahely.